# Hammersmith Palais
L'Hammersmith Palais è stata una sala da ballo situata a Londra.
Aperta nel 1919, è stata convertita in club e infine in palestra, prima della sua demolizione nel 2012. Ha ospitato i concerti di Bill Haley & His Comets, The Beatles, The Who, David Bowie, The Rolling Stones e Sex Pistols, oltre ad aver ispirato la canzone (White Man) in Hammersmith Palais dei The Clash.